# 杨凯 (1964年)
杨凯（1964年10月—），中国环境工程专家，华东师范大学教授。

## 生平
1986年毕业于安徽师范大学地理系，1989年于华东师范大学获硕士学位并留校工作，2006年于华东师范大学获博士学位。曾任华东师范大学资源与环境学院副院长，资源与环境学院党委书记。现任华东师范大学生态与环境科学学院教授。

## 学术贡献
主要从事城市水资源与水环境、环境规划与管理、环境地理等领域研究工作。主持教育部哲学社会科学研究重大课题攻关项目、教育部新世纪优秀人才计划项目等十余项，获上海市哲学社会科学优秀成果二等奖、三等奖，上海市教学成果二等奖、上海市科技进步三等奖等奖励。

## 社会兼职
教育部环境科学教学指导委员会委员，中国地理学会城市与区域管理专业委员会副主任，中国自然资源学会资源持续利用与减灾专业委员会副主任，国家环境保护城市土壤污染控制与修复工程技术中心技术委员会委员。